# ریک فان لوی
ریک فان لوی (۲۰ دسامبر ۱۹۳۳ – ۱۷ دسامبر ۲۰۲۴) دوچرخه‌سوار سابق اهل بلژیک بود که در رشتهٔ دوچرخه‌سواری جاده فعالیت می‌کرد. او برندهٔ مدال طلای المپیک ۱۹۵۲ هلسینکی شد و دو بار به مقام قهرمانی مسابقات جهانی استقامت جاده دست یافت. همچنین، وی نخستین دوچرخه‌سواری است که توانسته‌ برندهٔ هر پنج یادبود کلاسیک دوچرخه‌سواری شود. افزون بر این فاتح ۳۷ مرحلهٔ گرند تورها شده و از این حیث، در رتبهٔ هفتم قرار دارد.

## فعالیت حرفه‌ای
فان لوی در سال ۱۹۵۲ با قهرمانی در مسابقهٔ کشوری آماتور بلژیک شهرت یافت. در همان سال، به همراه تیم بلژیک برندهٔ مدال طلای مسابقهٔ استقامت جادهٔ تیمی در المپیک هلسینکی شد. در سال بعد، توانست از عنوان قهرمانی بلژیک خود دفاع کند و در مسابقات جهانی، بر سکوی سوم ایستاد. در همان سال، حرفه‌ای شد و در دو مسابقه پیروز شد. در دو سال بعد نیز برندهٔ ۲۰ مسابقه شد.
در سال ۱۹۵۶ برندهٔ چند مسابقه از جمله خنت–ویووخم و پاریس–بروکسل شد. همچنین افزون بر پیروزی در دو مرحلهٔ تور هلند، قهرمانی مجموع این مسابقه را نیز کسب کرد. همچنین برندهٔ مدال نقرهٔ مسابقات قهرمانی جهان شد. در سال بعد، قهرمانی خنت–ویووخم و تور هلند را تکرار کرد و در سال ۱۹۵۸ برندهٔ میلان–سانرمو شد.
در سال ۱۹۵۹ برندهٔ تور فلاندر و تور لمباردی شد. در این فصل، ۳۸ پیروزی دیگر به دست آورد؛ از جمله برندهٔ سه مرحلهٔ ووئلتا اسپانیا شد و افزون بر ایستادن روی سکوی سوم رده‌بندی اصلی، برندهٔ رده‌بندی امتیازی شد. همچنین برندهٔ چهار مرحلهٔ جیرو دیتالیا شد و مسابقه را با رتبهٔ چهارم به پایان رساند.
در سال ۱۹۶۰ نخستین پیروزی خود را در مسابقات قهرمانی جهان به دست آورد. همچنین با پیروزی در سه مرحلهٔ جیرو، رده‌بندی کوهستان این مسابقه را فتح کرد. در سال ۱۹۶۱ برندهٔ پاریس–روبه و لیژ–باستون–لیژ شد تا نخستین رکابزنی باشد که فاتح هر پنج یادبود کلاسیک شده‌است. در همین سال، دومین بار پیاپی قهرمان جهان نیز شد. در سال ۱۹۶۲ نیز برندهٔ پاریس–روبه، تور فلاندر، خنت–ویووخم و دو مرحلهٔ جیرو شد.
در سال ۱۹۶۳ فان لوی برندهٔ چهار مرحلهٔ تور دو فرانس شد و قهرمانی رده‌بندی امتیازی را نیز به دست آورد. همچنین در مسابقات قهرمانی جهان که در رنز بلژیک برگزار می‌شد، در مسابقهٔ سرعتی خط پایان مغلوب شد و به مدال نقره رسید.
در سال ۱۹۶۵ پس از پیروزی در پاریس–روبه، در هشت مرحلهٔ ووئلتا برنده شد تا قهرمان رده‌بندی امتیازی شود و بر سکوی سوم ووئلتا بایستد. فان لوی در این سال جمعاً ۴۲ پیروزی کسب کرد.
در سال‌های پایانی، توانایی‌های فان لوی در مسابقات جاده کاهش یافت. با این حال، توانست در سال ۱۹۶۸ برندهٔ لافلش والونی و در سال ۱۹۶۹ برندهٔ یک مرحلهٔ تور دو فرانس شود.
فان لوی در مسابقات پیست نیز درخشید و بین سال‌های ۱۹۵۷ تا ۱۹۶۸ فاتح ۱۱ مسابقهٔ شش‌روزه شد.